# Liden vandarve
Liden Vandarve (Montia minor) er en lille urt i portulak-familien. Den er 2-11 centimeter høj, og blomstrer i april og maj. Den vokser især kystnært, i udtørrende vandhuller og vintervåde steder som strandoverdrev, overdrev og enge.
Den er naturligt hjemmehørende i Danmark, der ligger ved nordøstgrænsen for dens øvrige forekomst i Vest-, Central- og Sydeuropa. Den er i tilbagegang, - var ikke regnet som truet på rødlisten i 2010, men var på listen fra 2019 regnet som en truet art.